# Nastja Govejšek
Nastja Govejšek (ur. 15 lipca 1997 w Celje) – słoweńska pływaczka, specjalizująca się głównie w stylu dowolnym.
Wicemistrzyni Europy na krótkim basenie z Chartres (2012) w sztafecie 4 × 50 m stylem zmiennym. Brązowa medalistka mistrzostw Europy juniorów z Antwerpii (2012) na 50 m stylem dowolnym.
Uczestniczka igrzysk olimpijskich w Londynie (2012) na 100 m stylem dowolnym (28. miejsce).